# 万能細胞

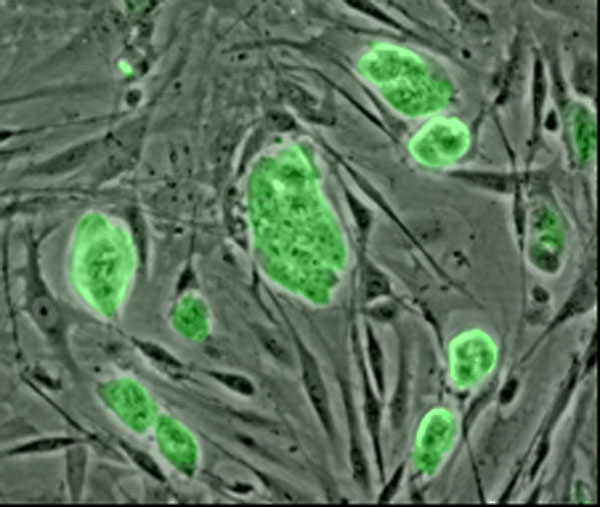
マウスのES細胞（緑）

万能細胞（ばんのうさいぼう）は、多能性幹細胞あるいは多能性細胞、もしくは仮想の夢の治療材料になる細胞を指して使用される言葉である。細胞の多能性とは、多細胞生物の身体を構成するほぼすべての種類の細胞に分化する能力（分化能）である。「万能細胞」という呼称は、主に一般向けの解説やマスメディア向けに用いられている用語で生物学用語ではない。

## 「万能細胞」
「万能細胞」という言葉は、1998年11月ヒト胚性幹細胞(ES細胞)が報告されたときの新聞報道から見られる。その後、人工多能性幹細胞（iPS細胞）が報告されると、ES細胞を「従来の万能細胞」、iPS細胞を「新型iPS細胞」と呼び分けあるいはまとめて「万能細胞」と呼ぶようになった。この両者は多能性幹細胞である。なお、粥川は英語圏で「万能細胞」に対応する言葉が見つからないと指摘している。

## 代表的な"万能細胞"
"万能細胞"と呼称される代表的なものには、受精卵の細胞分裂の初期に生じた数百個の細胞からなる胚盤胞の内側の細胞（内部細胞塊）を培養することによって得られたES細胞や、皮膚細胞などの体細胞に遺伝子などを導入させて多能性を持たせた人工多能性幹細胞（iPS細胞）がある。このES細胞と人工多能性幹細胞（iPS細胞）は、多能性幹細胞（英: pluripotent stem cell）と呼ばれている。これらは増殖して増やせる上、体のさまざまな細胞に分化誘導できるため、再生医療の材料としての利用が期待されている>。

## 多能性（pluripotency）とは
細胞の分化多能性の「pluripotency」は、「totipotency（全能性）」と「multipotency（多分化能、複能性）」の中間の分化能にあたり、生物学者の間では「多能性」と日本語訳されるが、「万能性」「分化万能性」と表記し説明される場合もあり、一般向けの書籍や報道、講演などでは、「万能細胞」と呼称し多用されている。
ヒトの体はおよそ60兆個の細胞で構成されているが、元をたどればこれらの細胞はすべて、たった一つの受精卵が増殖と分化を繰り返して生まれたものである。この受精卵（および、ごく初期の卵割まで）のみに見られる完全な分化能を全能性（totipotency）と呼ぶ。この全能性は、ほ乳類では、初期胚の細胞に見られる多能性（pluripotency）（胎児のすべての体細胞へ分化できる能力）とともに胎盤組織にも分化できる能力をもっている未分化な状態を指す。
受精卵が胚盤胞まで成長すると、胚体外組織を形成する細胞と、個体を形成する細胞へと最初の分化が起こる。後者の細胞は内部細胞塊に存在し、胚体外組織を除くすべての細胞へ分化できることから、これらの細胞がもつ分化能を多能性（pluripotency）と呼ぶ。通常、外胚葉（神経細胞など）、中胚葉（筋肉細胞など）、内胚葉（腸管上皮など）の組織に分化できるかを検証して、多能性の有無を見る。このように身体を構成するすべての種類の細胞に分化する能力（多能性）を有する未分化な細胞が多能性細胞（pluripotent cell）であり、一般呼称的には万能細胞と呼んでいる。
そして、この内部細胞塊から単離培養されたES細胞もまた分化多能性を持ち、個体を構成するすべての細胞に分化できる。ES細胞は、後に研究開発された人工多能性幹細胞（iPS細胞）と共に「万能細胞」の代表的なものとして認識されている。
なお、成人にも神経幹細胞や造血幹細胞など、種々の幹細胞が知られているが、これらの幹細胞のもつ分化能は、神経系や造血系など一部の細胞種に限られているため、多分化能あるいは複能性（multipotency）と呼ばれている。

## 再生医療と万能細胞
ヒトを含めた哺乳類においては、原則として受精卵以外に万能細胞は存在しないが、この受精卵を人工的に培養開発させた万能細胞で、人類が最初に手にしたのはES細胞である。1981年にイギリスでマウスのES細胞が作られ、万能細胞の代名詞のように呼ばれた。培養したES細胞を正常な胚盤胞の中に注入させ、胚と細胞が混ざり合ったものを、仮親の子宮に入れると正常な胎仔を作ることができるが、この仔マウスは全身にES細胞と同じ遺伝子を持ち、正常な孫マウスを産むこともできる。このような異個体の細胞を持つマウスはキメラマウスと呼ばれている。胚の中であらゆる器官に分化できるES細胞は、子宮の中の条件に近い環境を整えさえすれば試験管内で様々な器官へと分化できる可能性を含み、人工臓器を作って移植に利用することが可能となる。1998年にはアメリカでヒトES細胞の作製が達成され、ヒトES細胞を、欲しい器官や臓器に任意に誘導分化させる条件への応用研究が進められた。
しかし、受精卵を壊すプロセスが倫理面・宗教面で問題とされ、2001年には、アメリカで公的研究費によって新たなヒトES細胞作製を作成することが禁止された。研究反対・推進が紛糾する中、バイオテクノロジー先端企業の集まるカリフォルニア州、イリノイ州、メリーランド州などは政府の方針に反し、州予算をES細胞の研究費に当て、2006年にはハーバード大学でも民間からの寄付金で、ヒトのクローン胚を使ったES細胞を作り出す研究を行なっていた。ヒトのクローン胚は、体細胞から核を取り出し、あらかじめ核を除いた卵子に移植して作られる。患者の核を移植したクローン胚を培養し、そこからES細胞を作れば、患者と同じ遺伝情報を持つES細胞が手に入り、拒絶反応が起きない移植用の細胞や組織を作り出せる可能性がある。だがクローン技術は、ヒトのクローン胚をそのまま子宮に戻せば、クローン人間が生れる可能性があるため、倫理的な観点からクローン胚の作製そのものまで禁じている国（フランス、ドイツ、カナダ）もある。このクローン胚からES細胞を作る技術は、まだどこの国でも成功していないが、クローンと万能細胞の組み合わせは様々な治療に応用できると考えられ、世界で注目されている技術の一つだとされている。
アメリカはオバマ政権に変わり、2009年にES細胞研究への連邦予算助成を解禁した。2010年10月、アメリカのジェロン社が脊髄損傷の患者4人に対しES細胞を使用した臨床試験を開始したが、高コストなどを理由に2011年11月に撤退を発表した。ES細胞の研究費への連邦予算助成が解禁されたものの、政策差し止めを求める反対団体との法廷闘争や論争は依然続いている。

2013年にはiPS細胞を使った世界初の臨床研究として加齢黄斑変性を治療する研究が始まった。iPS細胞は、ES細胞の生命倫理的な問題（受精卵を壊すこと）の壁をクリアし、また、患者の細胞からあらゆる細胞や組織に分化させることができるため、それを正常な細胞と比較することにより、病気の原因の究明やメカニズムの解明の面でも有効な技術だとされ、効率的な治療薬の開発にも期待されている。

### 臓器作製へのハードル
人工多能性幹細胞（iPS細胞）という万能細胞の研究開発により、胚性幹細胞（ES細胞）の倫理的問題や、拒絶反応の問題は一応クリアできるが、実際に心臓などの複数の種類の違う細胞群から複雑に構成されている臓器のコピーを作製するには高いハードルがあり、臓器の完全コピーや、指や足などの複雑さをきわめた部位を完全に作り上げるのはかなり困難だとされている。このように様々な神経回路や血管、筋肉などで構成されている臓器を実際に作製することは、試験管内では不可能とされており、それを可能にするためには、いわゆる「臓器工場」という別の生体が必要となる。これは人間の遺伝子を組み込んだ豚あるいはサルなどのキメラ生命体の作製が必要不可欠だということで、新たな倫理的問題がつきまとってくる。

## 創薬・新治療法と万能細胞
2008年に米ウィスコンシン大学研究チームが、遺伝性神経難病の男児の患者から作製した人工多能性幹細胞（iPS細胞）を運動神経に成長させた後、その神経が病気により死ぬのを試験管内で再現することに成功し、皮膚由来のiPS細胞から病気のモデルとなる細胞が自由に作製できることが証明された。また、2009年には東京医科歯科大学研究チームが、新薬の候補となる物質の心臓への副作用を、iPS細胞を用いて正確にすばやく検出する方法を開発した。このように万能細胞であるiPS細胞は、実際のモデル細胞・組織・臓器を作製して新薬を探索したり、副作用の検査を行うことができるなど、新薬の開発の迅速化に役立ったり、新たな診断法の確立や病気の原因解明の面でも期待されている。
また、4つの遺伝子を細胞に導入して分化した体細胞を多能性幹細胞へと修復（初期化、リプログラミング）したiPS細胞の技術は、がん細胞の異常を修復させる技術への応用に利用できるのではないかと考えられており、がんの根本治療への新療法開発の面でも期待されている。

## 生殖と万能細胞
2011年8月、人工多能性幹細胞（iPS細胞）の開発者である山中伸弥教授とは別の京都大学の研究グループが、iPS細胞を使って精子を作り出し、それを卵子と体外受精させてマウスを誕生させることに成功した。これにより、発生のメカニズムの解明や、不妊症の原因究明や治療への可能性ができたが、その一方で、ヒトの生殖細胞作製に繋がる技術であることから、生命倫理的問題が生じると考えられている。例えば、男性から卵子、女性から精子を作製することも可能なこの技術は、女性がいなくてもキメラ生物の子宮を借りることで子孫を残せたり、男性がいなくても子孫が残せることになり、同性配偶者の間の子の誕生が可能になるため、技術的適用範囲には十分な議論が必要となる。
しかし、性別に関係なく精子や卵子を作製したり、生殖能力を失った個体から精子や卵子も作れるiPS細胞のこのような特性は、医療以外の分野でも注目され、絶滅危惧種の人工的な繁殖に向けての検討がなされている。2011年9月には、米カリフォルニア州の研究グループにより、世界に7頭しか生息していないとされるキタシロサイのメスの皮膚、また、西アフリカで生息数の減少が続くサルの一種であるマンドリルの死んだオスの細胞から、iPS細胞の作製に成功した。